# Jan Gualthérie van Weezel
Johan Hendrik Albert Karel (Jan) Gualthérie van Weezel (Utrecht, 5 maart 1905 – Geldrop, 4 maart 1982) was een Nederlands verzetsstrijder en militair die van 1952 tot 1970 hoofdcommissaris van politie in Den Haag was. Zijn bijnaam was "Jan Hak" (naar zijn eerste voornaam en drie daaropvolgende initialen).
Gualthérie van Weezel was kandidaat-notaris en werd in de Tweede Wereldoorlog leider van de Binnenlandse Strijdkrachten in Velsen, waar hij als zodanig ook genoemd werd in de zogenaamde Velser Affaire. Na de bevrijding kwam hij bij het Korps Commandotroepen als commandant van de Stormschool Bloemendaal. Na het ontslag van zijn vriend generaal Kruls besloot hij het vak van notaris weer op te pakken. 
Hoewel hij geen ervaring bij de politie had, werd hij in 1952 benoemd tot hoofdcommissaris van politie in Den Haag. Op uitdrukkelijk verzoek van burgemeester Hans Kolfschoten bleef hij deze functie tot zijn vijfenzestigste vervullen, hoewel de gebruikelijke pensioenleeftijd voor die functie destijds 60 was. Een van zijn belangrijke zaken was de moord op Blonde Dolly. Hij beweerde tegenover zijn zoon Hans Gualthérie van Weezel de dader te kennen, maar heeft nooit een naam genoemd. Bij de Tweede Kamerverkiezingen 1971 stond hij op de lijst van het Nederlands Appèl van ridder Van Rappard, dat de kiesdeler niet haalde.
Zijn echtgenote, Constance Eveline Crommelin, overleed in 1993 op 83-jarige leeftijd.
Zoon Hans was van 1977 tot 1992 lid van de Tweede Kamer. Zijn kleindochter, de journaliste Annemarie Gualthérie van Weezel, is sinds 12 juni 2010 getrouwd met Carlos de Bourbon de Parme, oudste zoon van Irene van Lippe-Biesterfeld.